# Ilinca
Ilinca Maria Băcilă (Târgu Mureș, Rumanía; 17 de agosto de 1998), conocida simplemente como Ilinca, es una cantante rumana.

## Biografía
Desciende de una familia de músicos provenientes de la ciudad de Cluj-Napoca y es de ahí de donde le viene su pasión por el mundo de la música. Cuando tenía 14 años de edad fue concursante de la versión rumana de Factor X. Dos años más tarde participó en el programa Got Talent Rumanía (Românii au talent) y en 2014, en la cuarta edición de La Voz de Rumanía (Vocea României), estuvo dentro del equipo de Loredana Groza y finalmente llegó hasta las semifinales.
En 2017, en dúo junto al cantante Alex Florea fue candidata en la selección nacional Selecția Națională 2017, con la canción titulada "Yodel It!", escrita por Mihai Alexandru y Alexandra Niculae. En esta selección fueron escogidos como finalistas en la fase de grupos y en la gran final del 5 de marzo. Tras obtener casi el doble de votos que el posicionado en segundo lugar, lograron ser elegidos como los representantes de Rumanía en el Festival de la Canción de Eurovisión 2017 que se celebró en la ciudad de Kiev, Ucrania. En el festival fueron bien acogidos y consiguieron el 7º puesto.